# Update A Day
「Update A Day」（アップデート・ア・デイ）は、Trignalの2枚目のシングル。2016年12月7日にKiramuneから発売された。

## 概要
1stシングル「SUMMER MAGIC」から約3年ぶり、3rdミニアルバム「Plus」から7ヶ月ぶりの新曲リリース。煌びやかな4つ打ちチューン「Update A Day」に、「1％ -ワンパーセント」と「色づく季節」をカップリング収録。

## 収録曲
CD
1. Update A Day [4:19]
作詞：松井洋平、作曲・編曲：山口朗彦
2. 1% -ワンパーセント [4:42]
作詞：結城アイラ、作曲：山元祐介、編曲：中土智博
3. 色づく季節 [4:48]
作詞：中村彼方、作曲：伊藤心太郎、編曲：中西亮輔

DVD（豪華盤のみ）
1. Update A Day（MUSIC CLIP）[1]
2. TRAILER